# وشم الورد (فلم)
وشم الورد (بالإنجليزية: The Rose Tattoo) هو فيلم دراما تم إنتاجه في الولايات المتحدة وصدر في سنة 1955 , بطولة برت لانكستر وآنا ماغناني التي حازت على جائزة الأوسكار لأفضل ممثلة عن دورها في الفيلم.

## ترشيحات وجوائز
| السنة | الحدث | الفئة             | النتيجة |
| ----- | ----- | ----------------- | ------- |
|       |       | أوسكار أفضل ممثلة | فوز     |

## الميزانية والإيرادات
حقق أرباحا تقدر بـ 4.2 مليون دولار ().

## وصلات خارجية
- مقالات تستعمل روابط فنية بلا صلة مع ويكي بيانات